# Real Audiencia von Buenos Aires
Die Real Audiencia von Buenos Aires (auf Spanisch vollständig: Audiencia y Cancillería Real de Buenos Aires) war ein Gerichtshof in Buenos Aires, eine Institution der Kolonialverwaltung und zugleich ein Gerichtsbezirk (Real Audiencia) der spanischen Krone. Sie bestand von 1661 bis 1671 im Gouvernement Río de la Plata und von 1783 an im Rahmen des Vizekönigreichs Río de la Plata. 1812 wurde sie im Zuge der Unabhängigkeit Argentiniens aufgelöst.

## Die Rolle derReal Audienciasin den Kolonien
Nach der Eroberung von Mittel- und Südamerika (Conquista) durch die Spanier erließ König Karl I. die „Gesetze über Indien“ (spanisch: Leyes de Indias) sowie die „Neuen Gesetze“ (spanisch: Leyes Nuevas), in denen er die Verwaltung der überseeischen Kolonien im „Vizekönigreich Neu-Kastilien“ organisierte und regelte.
Für die Umsetzung der Gesetze und die Unterstützung der militärischen Gouverneure waren die Real Audiencias zuständig. Sie erfüllten damit Aufgaben in der Verwaltung und im Finanzwesen, die über die eines Gerichtshofes nach heutigem Verständnis weit hinausgingen, zumal eine Gewaltenteilung unbekannt war. Neben einem Vorsitzenden und vier Richtern (spanisch: Oidores) gab es einen Staatsanwalt (spanisch: fiscal), aber auch nachgeordnete Exekutivkräfte wie einen Büttel (spanisch: alguacil mayor), Polizeikräfte, Übersetzer usw.

## Die erste Audiencia 1661 bis 1671
Als ein derartiges Berufungsgericht und Verwaltungszentrum wurde zeitgleich mit der Gründung des Vizekönigreichs Peru im November 1542 die Real Audiencia von Lima geschaffen. Ab 1559 beaufsichtigte die neugegründete Real Audiencia von Charcas auch das Gebiet der ab 1536 entstandenen spanischen Kolonie im Río-de-la-Plata-Gebiet, die zunächst von der Stadt Asunción am Río Paraguay und nach der Aufteilung in zwei Gouvernements (1617) in ihrem südlichen Teil von der (1580 wiedergegründeten) Stadt Buenos Aires aus verwaltet wurde.
Am 6. April 1661 verfügte König Philipp IV. die Gründung einer Audiencia in Buenos Aires. Mit Urkunde vom 20. Juni 1661 wurde Aufgabenstellung und Funktionsweise der Audiencia konkretisiert, deren Zuständigkeitsgebiet sich auf das Gebiet am Río de la Plata, Paraguay und die Provinz Tucumán erstreckte. Gouverneur Alonso Mercado y Villacorta sollte als Vorsitzender eingesetzt werden, war mit der Doppelbelastung aber offenbar überfordert. Erst mit seinem Nachfolger Juan Martínez de Salazar als erstem Vorsitzenden nahm die Audiencia ihre Arbeit auf. Die Richter (spanisch: Oidores) hießen Pedro de Ovalle, Manuel Muñoz de Cuellar, Juan Ximénez Lobatón und Pedro de Roxas y Luna. Als erster Staatsanwalt (spanisch: fiscal) amtierte Diego Portales.
Mit königlicher Verfügung von 31. Dezember 1671 löste König Karl II. die Audiencia wieder auf; die Umsetzung erfolgte zum 26. Oktober 1672. Vermutlich hatten die Nachrichten, dass die Audiencia (unter Gouverneur Mercado) nicht wie gewünscht arbeite, die Verantwortlichen am Hofe in Spanien erst mit der zeitüblichen Verzögerung von vielen Monaten (aufgrund der langen Reisezeiten per Schiff zwischen Südamerika und Europa) erreicht und so wurde die Abschaffung verfügt und verkündet, als der Betrieb längst gemäß königlicher Verfügung lief. Von 1672 an war jedenfalls wieder die Audiencia in Charcas für mehr als hundert Jahre für die oberste Rechtsprechung am Río de la Plata zuständig.

## Die zweite Audiencia im Vizekönigreich

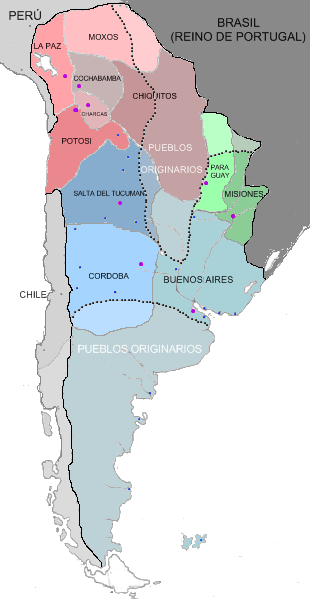
Gliederung des Vizekönigreichs, in Blau und Grün die Zuständigkeit der Real Audiencia von Buenos Aires

Am 1. August 1776 wurde ein eigenes Vizekönigreich des Río de la Plata gegründet. König Karl III. verfügte im Zuge der Neuorganisation der Kolonialverwaltung die Gründung der Audiencia mit Dekret vom 25. Juli 1782. Der Vizekönig Juan José de Vértiz y Salcedo war bei der Gründung am 14. April 1783 der erste Präsident, daneben sollte es einen Regente, vier Oidores und einen Fiscal geben.
Die feierliche Amtseinführung fand am 8. August 1785 statt. Die ersten Richter waren Manuel de Arredondo, Alonso González Pérez, Sebastián de Velazco, Tomás Ignacio Palomeque und als Staatsanwalt José Márquez de la Plata.
Das Zuständigkeitsgebiet umfasste den nördlichen Teil des heutigen Argentinien; mit dem corrigimiento de Cuyo war die Provinz Mendoza östlich des Andenhauptkamms aus der Verantwortung der Real Audiencia von Chile in die Hoheit der Verwaltung von Buenos Aires übergegangen. Darüber hinaus umfasste es das heutige Uruguay und Paraguay.
In Buenos Aires wurde die moderne zentralistisch ausgerichtete Politik der Bourbonen schneller und intensiver durchgesetzt als an den alteingesessenen Audiencias. Der Kontakt zum Indienrat (spanisch: Consejo de Indias) intensivierte sich, da in der wachsenden und ökonomisch aufblühenden Kolonie viele Entscheidungen von höchster Stelle zu ratifizieren waren.

## Auflösung bei Unabhängigkeit
Mit der Mairevolution 1810 übernahm die Unabhängigkeitsbewegung Besitz von Buenos Aires. Die Richter der Audiencia wurden am 22. Juni 1810 abgesetzt und in Richtung Kanarische Inseln verbracht. Bis zum 23. Januar 1812 wurden von der Revolutionsregierung an ihrer statt einheimische Kreolen eingesetzt. Dann ersetzte das Berufungsgericht (spanisch: Cámara de Apelaciones) der Vereinigten Provinzen des Río de la Plata die Funktion der Audiencia.